# Arizona State Route 264
Die Arizona State Route 264 (kurz AZ 264) ist eine State Route im US-Bundesstaat Arizona, die in Ost-West-Richtung verläuft und als einzige größere Straße das Defiance Plateau quert.
Die State Route beginnt am U.S. Highway 160 in Tuba City und endet nach 248 Kilometern bei Window Rock an der New Mexico State Route 264. Im Süden von Second Mesa trifft sie auf die Arizona State Route 87. Auf einem kurzen Abschnitt zwischen Burnside und Ganado nutzt die State Route mit dem U.S. Highway 191 die gleiche Trasse.
Der Highway führt durch die Navajo Nation, das größte Indianerreservat in den Vereinigten Staaten.